# Speocera caeca
Speocera caeca is een spinnensoort uit de familie Ochyroceratidae. De soort komt voor in Celebes.